# غوردون مارشال
غوردون مارشال (بالإنجليزية: Gordon Marshall)‏ (19 أبريل 1964 بإدنبرة في المملكة المتحدة - ) هو لاعب كرة قدم بريطاني في مركز حراسة المرمى. شارك مع منتخب اسكتلندا لكرة القدم. أما مع النوادي، فقد لعب مع ستوك سيتي ونادي رينجرز ونادي سانت ميرين ونادي سلتيك ونادي فالكيرك ونادي كيلمارنوك ونادي ماذرويل ونادي هيبرنيان ونادي إيست فيف ونادي ستيرلينغشير الشرقية.

## وصلات خارجية
- غوردون مارشال على موقع قاعدة بيانات كرة القدم.إي يو (الإنجليزية)
- غوردون مارشال على موقع Soccerbase.com (لاعب) (الإنجليزية)